# Петеркова Валентина Олександрівна
Валентина Олександрівна Петеркова (нар. 1941) — радянський і російський педіатр, фахівець у галузі дитячої ендокринології, академік РАН (2016).

## Біографія
Народилася 1 грудня 1941 року.
У 1966 році закінчила Лікувальний факультет 2-го Московського медичного інституту імені М. І. Пирогова (МОЛДМІ).
Потім навчалася в ординатурі Інституту педіатрії АМН СРСР, а в 1968 році поступила в аспірантуру на кафедрі дитячих хвороб 2-го МОЛДМІ.
З 1971 по 1990 роки працювала на кафедрі дитячих хвороб 2-го МОЛДМІ, послідовно пройшла шлях від асистента до професора кафедри.
З 1990 року по сьогоднішній день працює в Ендокринологічному науковому центрі.
Протягом 20 років очолює дитячу клініку Ендокринологічного наукового центру, яка з її ініціативи реорганізована в 2002 році в Інститут дитячої ендокринології ФДБУ. Заступник директора ФДБУ «Ендокринологічний науковий центр».
У 2011 році обрана членом-кореспондентом РАМН.
У 2014 році обрана членом-кореспондентом РАН (у рамках приєднання РАМН до РАН)
У 2016 році обрана академіком РАН.
Головний позаштатний спеціаліст (головний дитячий ендокринолог) Міністерства охорони здоров'я Російської Федерації.

## Наукова діяльність
Фахівець у галузі дитячої ендокринології.
Основні наукові результати В. О. Петеркової:
- розробка і впровадження молекулярно-генетичних методів діагностики ендокринних захворювань у дітей, створення програми медико-генетичного консультування сімей, які мають дітей з цукровим діабетом;
- розробка алгоритмів лікування різних форм низькорослості у дітей, впровадження методики ростостимулюючої терапії при дефіциті гормону росту, ініціація створення національного реєстру дітей з соматотропною недостатністю;
- розробка принципів скринінгу новонароджених на вроджений гіпотиреоз і вроджену дисфункцію кори наднирників в Російській Федерації, алгоритмів моніторингу та реабілітації у дітей після видалення пухлин гіпоталамо-гіпофізарної області;
- розробка та впровадження стандартів надання медичної допомоги, клінічних рекомендацій (протоколів) і національних консенсусів для дітей з ендокринними захворюваннями.

Під її керівництвом захищено 12 докторських та 39 кандидатських дисертацій.
Автор понад 400 наукових публікацій, у тому числі 14 монографій. Індекс Гірша (за РІНЦ) — 27.
Заступник головного редактора журналу «Проблеми ендокринології», член редколегії журналів «Педіатрія» та «Російський педіатричний журнал».
Секретар проблемної комісії Фармкомітету МОЗ РФ по ендокринології, член Європейського товариства педіатрів-ендокринологів (ESPE), член правління Московського товариства дитячих лікарів і Московської міської асоціації ендокринологів.
З 2004 по 2014 роки — була президентом Загальноросійської громадської організації інвалідів «Російська Діабетична Асоціація».
З листопада 2014 року — обрана віце-президентом президії ЗГОІ «Російська діабетична асоціація».

## Нагороди
- Орден Дружби
- Премія Уряду РФ
- Заслужений лікар Російської Федерації
- Національна премія «Покликання» за 2004 рік у номінації «За створення нового напряму в медицині» — за розробку системи діагностики та лікування низькорослості у дітей.[1]

## Книги
- Мельниченко Г. А., Петеркова В. А., Тюльпаков А. Н., Максимова Н. В. Эпонимические синдромы в эндокринологии. — М.: Практика, 2013. — 172 с.[2]
- Дедов И. И., Петеркова В. А. Справочник детского эндокринолога. — М.: Литтерра, 2014. — 528 с.[3]
- Детская эндокринология: учебник / И. И. Дедов, В. А. Петеркова, О. А. Малиевский, Т. Ю. Ширяева. — М. : ГЭОТАР-Медиа, 2016. — 256 с.[4]
- Дедов И. И., Петеркова В. А. Детская эндокринология. Атлас. — М. : ГЭОТАР-Медиа, 2016. — 240 с. ISBN 978-5-9704-3614-1[5]

### Інтерв'ю
- Валентина Петеркова: «Детская эндокринология — на передовых позициях» 17/09/2015 [Архівовано 30 червня 2019 у Wayback Machine.]
- Профессор Валентина Александровна ПЕТЕРКОВА: Детская эндокринология: успехи и перспективы [Архівовано 30 червня 2019 у Wayback Machine.]